# Guy Sebastian
Guy Theodore Sebastian (født 26. oktober 1981) er en australsk singer-songwriter. Han var den første vinder af Australian Idol i 2003, og var en dommer i Australiens The X Factor fra 2010 til 2012. Sebastian har udgivet otte top-ti albummer, heriblandt to der har ligget nummer et. De første syv opnåede enten platin eller multi-platin certifikationer. Han har også opnået 12 top-ti singler, heriblandt seks der er gået nummer et. Sebastian er den eneste australske mandlige artist i den australske hitlistes historie til at få seks nummer-et singler, og er på tredjepladsen samlet blandt australske kunstnere samlet. Otte af hans singler har fået en multi-platin certificering, heriblandt den 9 dobbelt platincertificerede "Battle Scars". Hans debutssingle "Angels Brought Me Here" var den bedst sælgende sang i Australien i 00'erne. Med 51 platin og seks guld certifikationer og et kombineret album og singlesalg på over 3,7 millioner i Australien, har han de fleste certifikationer og største slag af alle deltagere i Australian Idol.

## Biografi
Guy Sebastian er født den 26. oktober 1981 i Malaysia af en malaysisk far og en britisk mor. Familien flyttede til Melbourne, Australien, da han var seks år. Han slog igennem via talentprogrammet Australian Idol i 2003 og opnåede herefter stor popularitet både i Australien og i Sydøstasien.

## Karriere

### Australian Idols 2003
I maj 2003 havde han en succesfuld audition til Australian Idols, hvor han sang Stevie Wonders "Ribbon in the Sky". Han blev erklæret vinder af konkurrencen den 19. november samme år, hvor han fik en pladekontrakt med BMG, der senere blev opkøbt af Sony.

### Eurovision 2015
Den 4. marts 2015 meddelte den australske tv-station SBS, at Guy Sebastian var blevet udvalgt til at repræsentere Australien ved landets debut i Eurovision Song Contest. Han skal fremføre sangen "Tonight Again" ved finalen i Wien, hvilket blev offentliggjort den 16. marts 2015.